# Скулябиха
Скулябиха (рос. Скулябиха) — присілок в Ветлузькому районі Нижньогородської області Російської Федерації.
Населення становить 177 осіб. Входить до складу муніципального утворення Мошкинська сільрада.

## Історія
Від 2009 року входить до складу муніципального утворення Мошкинська сільрада.

## Населення
| 1897 | 1907 | 1916 | 1999 | 2002 | 2010 |
| ---- | ---- | ---- | ---- | ---- | ---- |
| 188  | ↗248 | ↗281 | ↘260 | ↘196 | ↘177 |